# Agri (Ionisches Meer)
Der Agri (historischer Name: Aciris, Ακύρις) ist ein Fluss in der süditalienischen Region Basilikata und 136 km lang. Er entspringt im Gebirgszug Serra di Calvello bei Marsico Nuovo. Danach fließt er zunächst durch sein bis zu 7 km breites Tal Richtung Osten. Südlich von Montemurro wird er durch einen Damm aufgestaut und bildet dort den Stausee Lago del Pertusillo. Weiter östlich mündet er schließlich bei Scanzano Jonico in das Ionische Meer.